# Báo Hà Nam
Báo Hà Nam (tiền thân là Đài Phát thanh và Truyền hình Hà Nam) được thành lập vào năm 1997, sau khi tỉnh Hà Nam được tái lập. Đài sản xuất các chương trình, thực hiện nhiệm vụ chính trị - xã hội do Ủy ban Nhân dân tỉnh Hà Nam chỉ đạo, định hướng, nhằm đáp ứng nhu cầu thông tin, hưởng thụ văn hóa trên sóng phát thanh, truyền hình và thông tin điện tử của nhân dân trong và ngoài tỉnh.

## Tổng quan
Được thành lập vào năm 1997, là đơn vị sự nghiệp thuộc Ủy ban Nhân dân tỉnh Hà Nam, với thời lượng tiếp và phát sóng 24/7, phát trên vệ tinh vinasat 2, hệ thống truyền hình kỹ thuật số mặt đất, truyền hình cáp SCTV toàn quốc, Cáp Hà Nam; Phát trực tuyến trên MyTV, FPT, Mobil, Viettel và Trang TTĐT: www.hanamtv.vn và fanpage: daiphatthanhtruyenhinhhanam. Bên cạnh đó, các thông tin chính trị, kinh tế, văn hóa, xã hội được cập nhật liên tục.
Ngoài ra, Đài có các chương trình văn nghệ giải trí; chương trình phim truyện được chọn lọc với các bộ phim trong nước và nước ngoài nước.
Hiện nay, Đài phát sóng phát thanh trên tần số FM 93,3 MHZ; thực hiện phát và tiếp sóng 15h/ngày. Với hệ thống trang thiết bị, máy phát sóng công suất 10kw, hệ thống đài truyền thanh 6 huyện, thành phố, thị xã và đài truyền thanh cơ sở tiếp phát, kênh phát thanh Hà Nam hiện phủ 100% diện tích toàn tỉnh và các tỉnh lân cận.
Các chương trình chuyên đề, chuyên mục được đổi mới nội dung và hình thức theo xu hướng chung của ngành phát thanh - truyền hình tại Việt Nam.

## Hạ tầng Phát thanh - Truyền hình
Cơ sở vật chất, trang thiết bị được đầu tư nâng cấp hiện đại và chuyên nghiệp. Hiên tại Đài đã trang bị máy phát hình 10KW + 1, máy phát thanh 10 kW, đồng thời đang triển khai thực hiện dự án Trung tâm truyền thông Long Đọi Sơn, trong đó có hạng mục xây dựng cột phát sóng cao 252m trên núi Đọi.
Đài có Trung tâm kỹ thuật 7 tầng, khu Truyền dẫn phát sóng liền kề; Tháp anten tự đứng cao 108m.
* Diện phủ sóng: phủ sóng toàn tỉnh Hà Nam và 14 tỉnh lân cận: Hà Nội, Hà Tây, Nam Định, Ninh Bình, Thái Bình, Hưng Yên, Hải Dương, Bắc Ninh..v..v.. và một phần địa bàn các tỉnh Bắc Giang, Hải Phòng, Hòa Bình, Thanh Hóa, Vĩnh phúc, Phú Thọ, Quảng Ninh...
* Sóng truyền hình: Phát chính trên kênh 45UHF và kênh 10VHF, thời lượng phát sóng 24/24h.
Đài PT – TH Hà Nam đã hợp tác với Công ty Truyền hình Cáp Saigontourist triển khai truyền hình cáp tại Hà Nam và khu vực. Hiện tại, các kênh của Đài PT – TH Hà Nam đã chính thức hòa mạng hệ thống truyền hình kỹ thuật số trên kênh 107 của Truyền hình cáp Sài Gòn toàn quốc, hệ thống MyTV toàn quốc và phát trên kênh 92 của truyền hình An Viên tại khu vực miền Bắc. Trong thời gian tới, các kênh của Đài PT – TH Hà Nam sẽ hòa mạng cáp của truyền hình Việt Nam VCTV truyền tín hiệu trong toàn quốc.
*  Sóng Phát thanh: Phát thanh trên sóng FM tần số 93.3MHZ, máy phát hình 10KW - phủ sóng toàn bộ khu vực các tỉnh Đồng bằng sông Hồng.
Thời gian phát sóng liên tục từ 5h30 – 22h30, gồm nhiều chương trình đa dạng, hấp dẫn như: Nhịp sống Sài Gòn, Phụ nữ và cuộc sống, Góc tâm hồn, Hài, kịch truyền thanh, Giao lưu trực tuyến, Bạn hữu đường xa,… Đặc biệt là các chương trình ca nhạc theo yêu cầu, Top ca khúc đang được yêu thích, Chat với nghệ sĩ, Ca khúc vượt thời gian… đang được rất nhiều đối tượng khán giả yêu thích và quan tâm theo dõi.
Tất cả các nội dung đều thể hiện sự trẻ trung, sôi nổi, nhiều màu sắc, cung cấp thông tin đa chiều, lôi cuốn nhiều đối tượng khán, thính giả quan tâm, theo dõi.

## Trang thông tin Điện tử
Ngoài nền tảng phát thanh và truyền hình, Trang thông tin điện tử tổng hợp có tên miền www.hanamtv.vn thường xuyên cập nhật giới thiệu, quảng bá những thành tựu phát triển kinh tế - xã hội của tỉnh Hà Nam với công chúng trong và ngoài tỉnh.
Trang này có nhiệm vụ chuyển tải các chương trình của Đài PT-TH Hà Nam phục vụ đông đảo quý khán giả nghe đài và xem truyền hình mọi lúc, mọi nơi. Việc đổi mới rõ nét, hiệu quả nhất việc thông tin, tuyên truyền trên Trang thông tin điện tử tổng hợp là việc thực hiện trực tuyến online trên trang Fanpage của Đài, nhằm thu hút được sự quan tâm đông đảo của các tầng lớp nhân dân.
Các chương trình, chuyên mục đăng tải trên trang nhận được sự quan tâm, bình luận tích cực của khán giả, qua đó, góp phần phục vụ nhiệm vụ chính trị, tuyên truyền, quảng bá hình ảnh, văn hóa, lịch sử của đất và người Hà Nam, kết nối được với bạn bè trong khu vực và toàn quốc cũng như đưa hình ảnh Hà Nam ra quốc tế.

## Trung tâm Dịch vụ
Đài có một Trung tâm Quảng cáo - Dịch vụ PT-TH là đơn vị thuộc Đài, hạch toán độc lập, có tư cách pháp nhân và được Đài uỷ quyền thực hiện các giao dịch quảng cáo, dịch vụ. Bên cạnh đó, Trung tâm này còn thực hiện việc phối hợp tổ chức sản xuất các chương trình PT-TH; trao đổi, mua bán bản quyền phim truyện; phối hợp, tổ chức sản xuất các chương trình, trò chơi truyền hình theo đơn đặt hàng; nhập khẩu và cung cấp các vật tư, thiết bị, linh kiện thuộc lĩnh vực văn hóa, phát thanh - truyền hình, công nghệ thông tin phục vụ phát triển ngành; tư vấn, giám sát xây dựng công trình chuyên ngành và phối hợp bồi dưỡng đào tạo nghiệp vụ, kỹ năng chuyên ngành Phát thanh - Truyền hình…

## Thành tựu
Đài PT-TH Hà Nam được Chính phủ 3 lần tặng Cờ thi đua.
Năm 2012, đài được Chủ tịch Nước tặng Huân chương Lao động hạng Ba; Bộ Thông tin - Truyền thông tặng Cờ thi đua năm 2011, năm 2012, năm 2019.